# 박유하 (배우)
박유하(1994년 7월 5일 ~ )은 대한민국의 배우이다.

## 출연작
- 2019년 일일연속극《왼손잡이 아내》 ... 오슬하 역
- 2020년 일일연속극《찬란한 내 인생》 ... 박현희 역